# Iğdır (provins)
 For alternative betydninger, se Iğdır. (Se også artikler, som begynder med Iğdır)
Iğdır er en tyrkisk provins i den østlige del af Tyrkiet med et indbyggertal på 184.025 (pr. 2008).
Provinsen er opkaldt efter provinshovedstaden Iğdır.

## Byer
- Iğdır
- Aralık
- Karakoyunlu
- Tuzluca

39°53′37″N 43°59′52″Ø / 39.893611111111°N 43.997777777778°Ø